# Championnat d'Irlande de football 1890-1891
Navigation
Édition suivante
Le championnat d'Irlande de football se déroule pour la première fois en 1890-1891. Ce championnat regroupe 8 clubs irlandais.
Cette première édition regroupe huit clubs tous issus de l’agglomération de Belfast à l'exception de Milford qui est basé à côté de la ville d'Armagh.
Le championnat est remporté par Linfield FC qui inaugure ainsi son palmarès national : c’est le premier de ses 51 titres de champion.

## Les 8 clubs participants
- Clarence Football Club
- Cliftonville Football Club
- Distillery Football Club
- Glentoran Football Club
- Linfield Football and Athletic Club
- Milford Football Club
- Oldpark Football Club
- Ulster Football Club

## Classement
| Rang | Équipe                              | Pts | J  | G  | N | P  | Bp | Bc | Diff |
| ---- | ----------------------------------- | --- | -- | -- | - | -- | -- | -- | ---- |
| 1    | Linfield Football and Athletic Club | 25  | 14 | 12 | 1 | 1  | 89 | 18 | +71  |
| 2    | Ulster FC                           | 21  | 14 | 9  | 3 | 2  | 70 | 38 | +32  |
| 3    | Distillery FC                       | 19  | 14 | 9  | 1 | 4  | 46 | 37 | +9   |
| 4    | Cliftonville FC                     | 17  | 14 | 7  | 3 | 4  | 37 | 46 | -9   |
| 5    | Glentoran FC                        | 13  | 14 | 6  | 1 | 7  | 39 | 39 | 0    |
| 6    | Oldpark FC                          | 10  | 14 | 4  | 2 | 8  | 22 | 48 | -26  |
| 7    | Clarence FC                         | 7   | 14 | 3  | 1 | 10 | 21 | 49 | -28  |
| 8    | Milford FC                          | 0   | 14 | 0  | 0 | 14 | 10 | 59 | -49  |

|  | Champion d'Irlande |
|  | Relégation         |

### Matchs
| Résultats (▼dom., ►ext.)                                   | Clar | CLT  | DIS | GLN | LFD | MiIL | OLD  | ULT  |
| Clarence FC                                                |      | 2-5  | 0-4 | 5-4 | 1-3 | 0-0  | 1-3  | 2-6  |
| Cliftonville FC                                            | 2-2  |      | 7-3 | 0-0 | 0-8 | 3-2  | 2-2  | 4-1  |
| Distillery FC                                              | 4-3  | 1-6  |     | 5-2 | 2-1 | 0-0  | 2-0  | 3-5  |
| Glentoran FC                                               | 9-1  | 4-3  | 0-3 |     | 0-7 | 4-2  | 3-2  | 0-0  |
| Linfield FC                                                | 5-2  | 10-2 | 6-2 | 6-0 |     | 9-1  | 14-0 | 9-5  |
| Milford                                                    | 0-0  | 0-0  | 1-9 | 0-8 | 1-6 |      | 0-0  | 2-5  |
| Oldpark FC                                                 | 0-0  | 2-3  | 2-4 | 0-2 | 0-3 | 5-0  |      | 2-10 |
| Ulster FC                                                  | 4-2  | 9-0  | 4-4 | 5-2 | 2-2 | 10-1 | 4-4  |      |
| - Victoire à domicile - Match nul - Victoire à l'extérieur |      |      |     |     |     |      |      |      |

Source :  (en)

## Buteurs
| Place | Joueur      | Club        | Buts |
| ----- | ----------- | ----------- | ---- |
| 1er   | Robert Hill | Linfield FC | 20   |
| 2e    | John Peden  | Linfield FC | 19   |
| 3e    | Sam Torrens | Linfield FC | 18   |

## Bilan de la saison
| Tableau d'Honneur                 |             |
| Compétition                       | Vainqueur   |
| Championnat d'Irlande de football | Linfield FC |
| Coupe d'Irlande de football       | Linfield FC |

| Promotions et relégations    |                                                        |
| Relégués en Seconde Division | Clarence et Milford                                    |
| Promus de Seconde Division   | Lancashire Fusiliers, Ligoneil, Milltown, Belfast YMCA |